# Pocillopora damicornis
Pocillopora damicornis is een rifkoralensoort uit de familie Pocilloporidae. De wetenschappelijke naam werd gepubliceerd in 1758 door Carl Linnaeus in de tiende editie van Systema naturae.